# Stiftskirche (Tübingen)

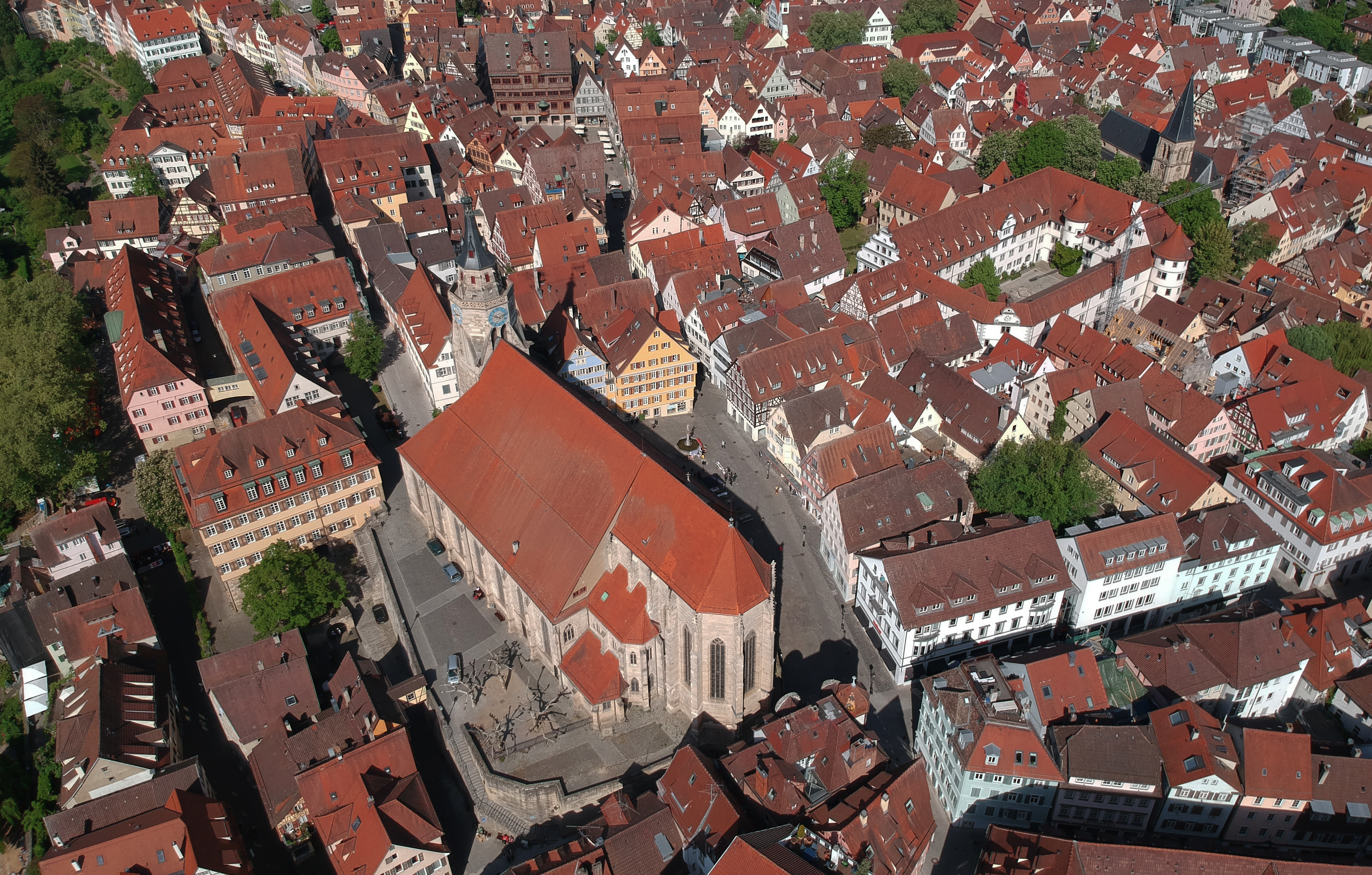
Luftbild der Stiftskirche in Tübingen

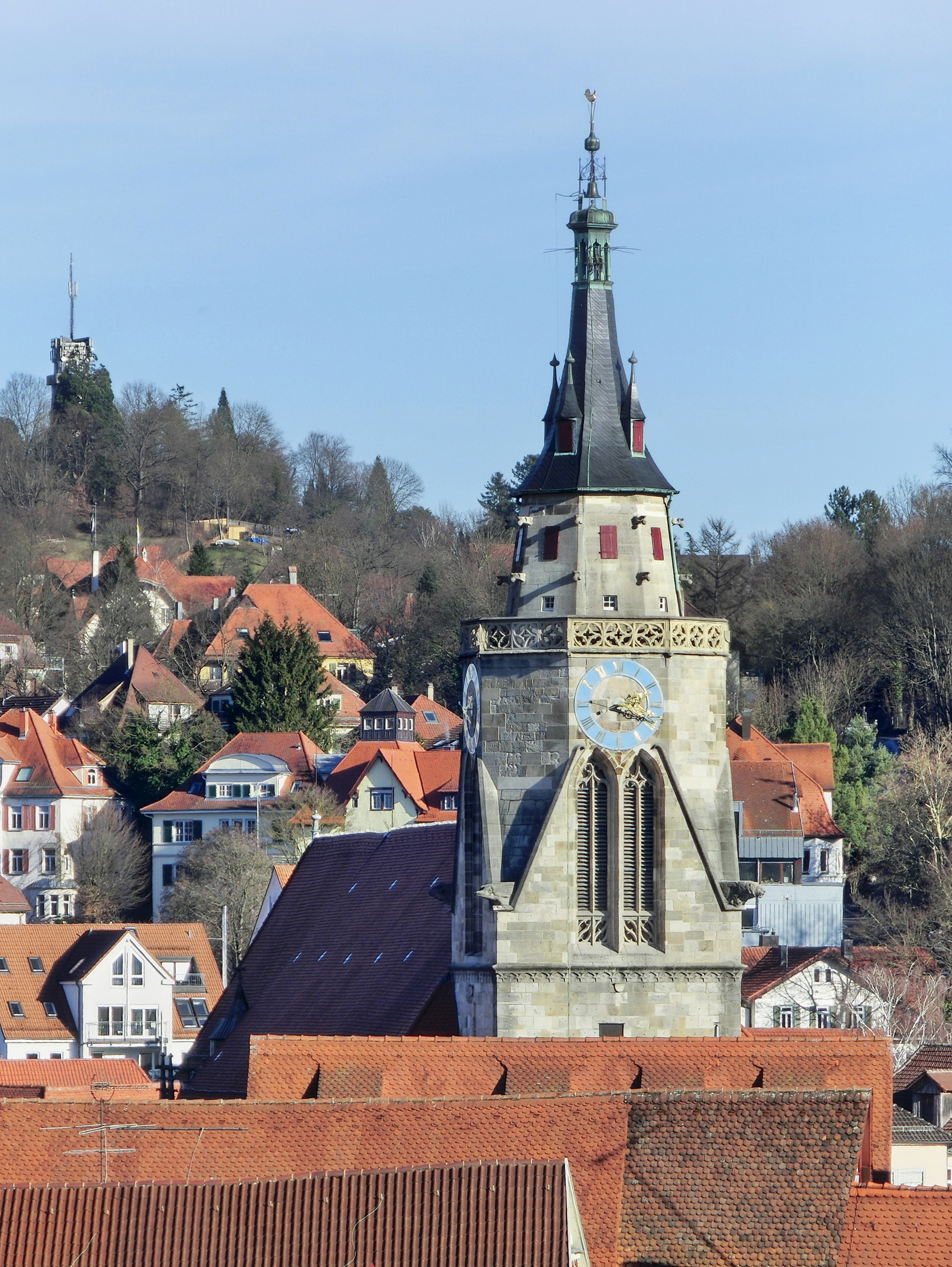
Stiftskirche (Januar 2016)

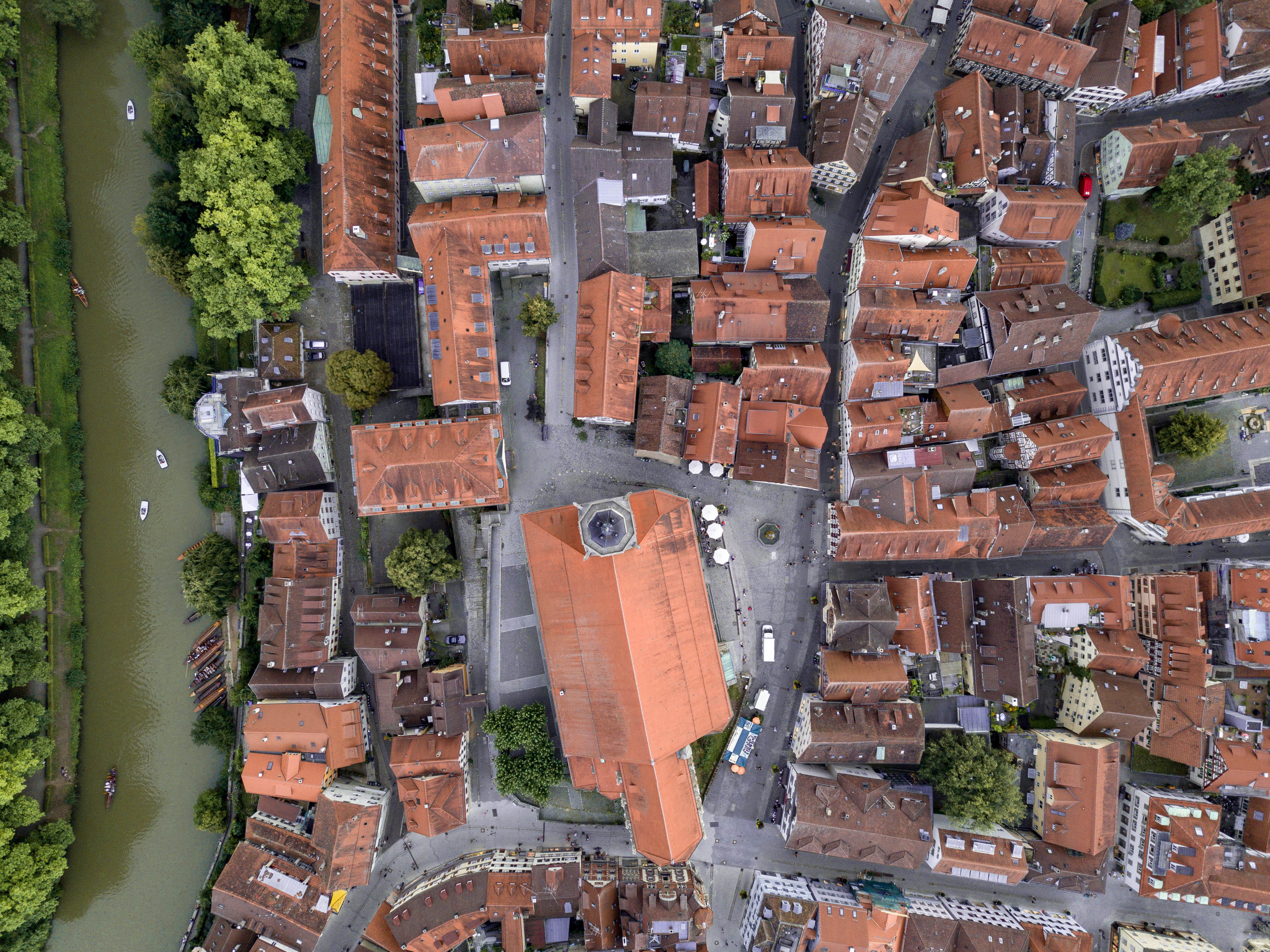
Stiftskirche senkrecht von oben

Die Stiftskirche zu St. Georg in Tübingen wurde in ihrer heutigen Form von 1470 bis 1490 unter Graf Eberhard im Bart aufgrund der Übersiedlung des Chorherrnstiftes von Sindelfingen und der Gründung der Eberhard Karls Universität Tübingen erbaut. Als Baumeister der spätgotischen Hallenkirche gelten Peter von Koblenz und Hans Augsteindreyer. Sie ist die Pfarrkirche der Evangelischen Stiftskirchengemeinde Tübingen und Dekanatskirche im Kirchenbezirk Tübingen.
Vor der heutigen Kirche standen an dieser Stelle bereits zwei Vorgängerkirchen.

## Geschichte

### Vorgängerbauten

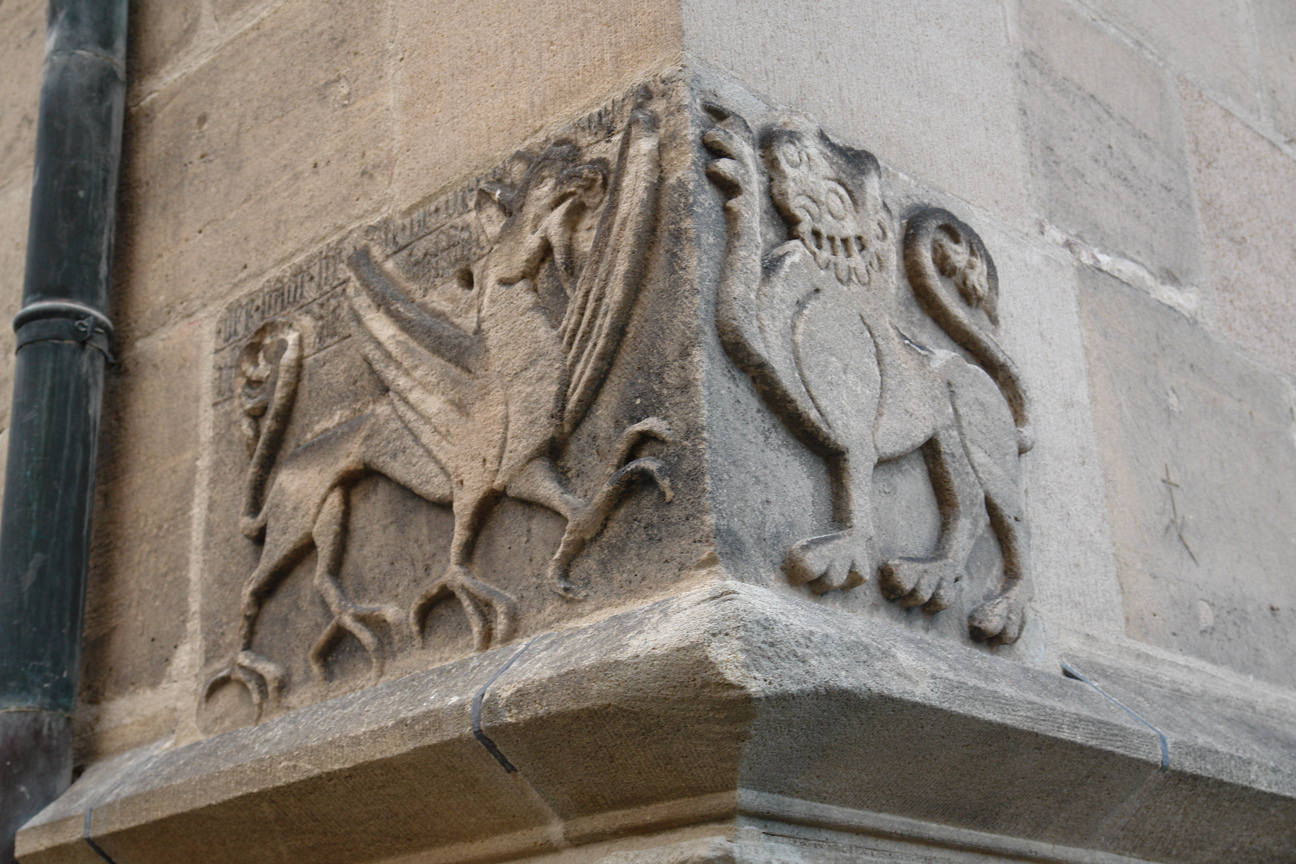
Stein an der Süd-West-Ecke mit einem Greifen und einem Löwen vermutlich von der Vorgängerkirche

Während einer Innenrenovierung 1962/64 wurden archäologische Ausgrabungen unter der Leitung Urs Boecks durchgeführt. Dabei kamen zwei romanische Vorgängerbauten zum Vorschein.
Das ältere, vermutlich im 11. Jahrhundert entstandene Bauwerk war eine dreischiffige Basilika mit einem halbrunden Chor sowie zwei halbrunden Nebenapsiden. Die Mittelachse lag im Vergleich zur heutigen Kirche etwas weiter nördlich. Im Zentrum des Chors, direkt unter dem Altar, fand sich ein gemauerter Sarkophag, der eine außergewöhnliche Bestattung barg: Ein vermeintlich dreibeiniges Individuum. Obwohl es sich bei dem überzähligen Bein, wie sich bereits kurz nach der Ausgrabung herausstellte, um eine unvollständig erhaltene Vorgängerbestattung handelte, hielt bald die Mär vom dreibeinigen Utz Einzug in den Tübinger Volksmund.
Die Reste des jüngeren Baus waren wesentlich schlechter erhalten. Vermutet wird eine dreischiffige Basilika unbekannter Breite. Wahrscheinlich besaß dieser Bau bereits einen Portalanbau im Norden. Die Errichtung dieser Kirche wird für die Mitte des 12. Jahrhunderts angenommen.
Die erste urkundliche Erwähnung eines Sakralbaus an der Stelle der heutigen Stiftskirche stammt aus dem Jahr 1188. Damals wurde erstmals ein Bau mit dem kirchlichen Rang einer Kapelle genannt. Dieser Bau wurde 1191 zur Pfarrkirche Tübingens erhoben. 1294 wurde das Kirchenpatronat von den Pfalzgrafen von Tübingen an das Kloster Bebenhausen veräußert, dem die Pfarrkirche St. Georg 1325 einverleibt wurde und das sie um ein Marienpatrozinium erweiterte.

### Bau der heutigen Kirche

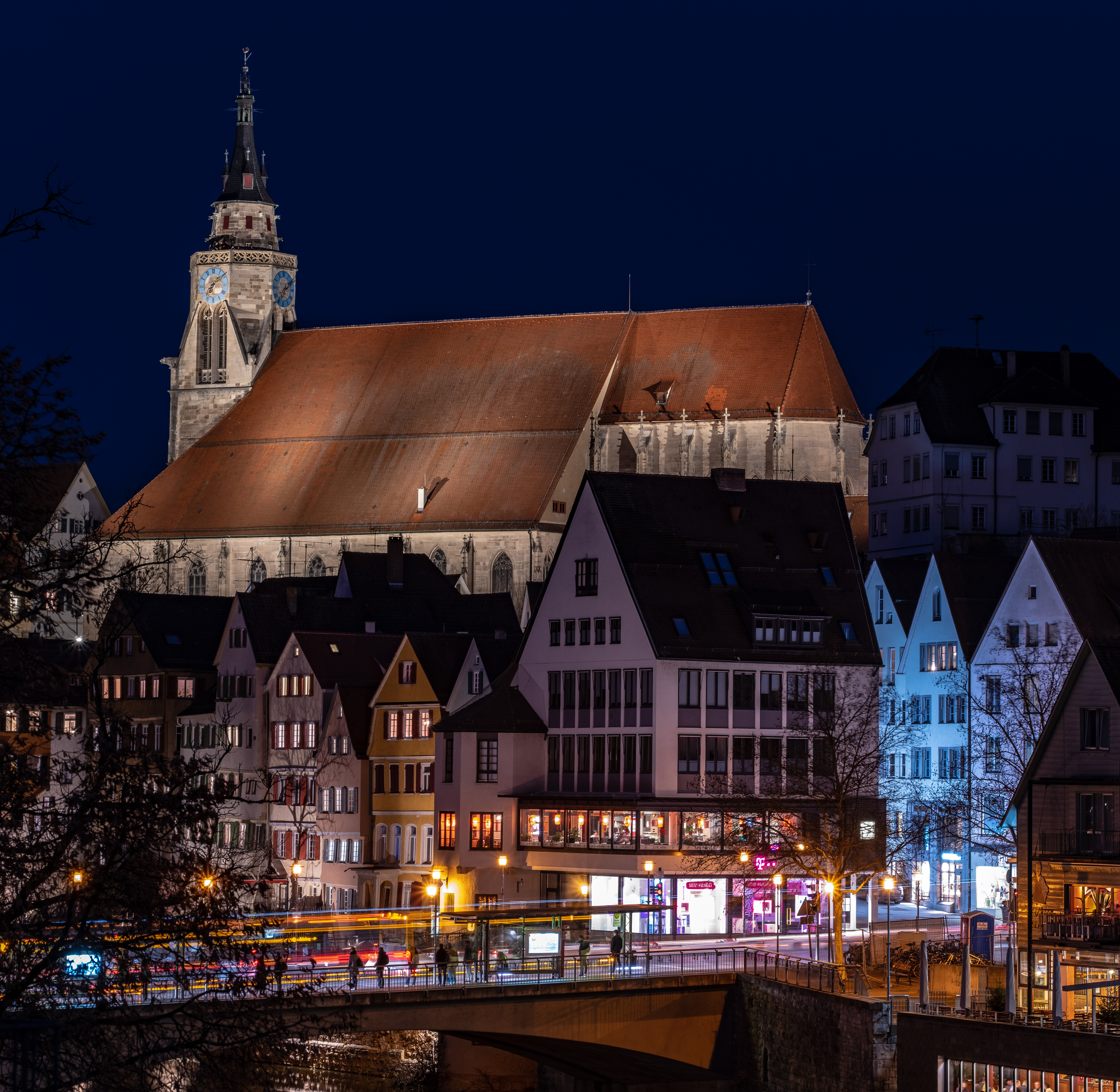
Stiftskirche mit Neckarfront

Im Jahr 1411 begann der Bau am ältesten Teil der heutigen Kirche, dem Glockenturm. Beim Bau der heutigen Kirche wurde er übernommen. Bis 1468 war der Glockenturm bis zum Glockengeschoss fertiggestellt, jedoch verhinderte der Neubau des Chores ab 1470 einen Weiterbau. Die Errichtung des Chores bis 1478 wird Peter von Koblenz zugeschrieben, dessen Mitwirkung jedoch nicht belegt ist. Im Jahr 1476 wurde das Chorherrenstift Sindelfingen nach Tübingen verlegt und die Kirche St. Georg, die bis dahin Pfarrkirche war, zur Stiftskirche erhoben. 1478 wurde der Neubau des Langhauses begonnen, der um 1490 fertiggestellt wurde. Als Bauleiter der Errichtung des Langhauses gilt der Wiesensteiger Steinmetz Hans Augstaindreyer. Bedingt durch finanzielle Schwierigkeiten wurden Haupt- und Seitenschiffe jedoch nur mit einer provisorischen Holzdecke ausgestattet. So konnte der Bau an der Kirche erst 1529 mit dem Bau des Turmhelmes fortgesetzt werden. 1534 wurde infolge der Reformation das Chorherrenstift aufgehoben und die Stiftskirche daher 1537 wieder zur Pfarrkirche Tübingens erklärt. Ab 1550 wurde zudem der bis dahin als Aula der Universität dienende Chor neue Grablege der württembergischen Herzogsfamilie. Mit dem Aufsetzen der hölzernen Spitze wurde der Glockenturm 1590 von Georg Beer vollendet.

### Spätere Veränderungen
Der Innenraum der Kirche wurde 1674 und 1777 barock umgebaut, jedoch im Rahmen einer großen Renovierung der Kirche unter dem württembergischen Hofbaumeister Christian Friedrich von Leins in den Jahren 1876 und 1877 durch eine Innenausstattung der Neugotik neu gestaltet. Wichtigstes Ziel der Renovierung war jedoch die Einwölbung des Haupt- und Seitenschiffs. Deren Dach bestand nach wie vor aus hölzernen Konstruktionen und wurde nun durch ein Netzrippengewölbe mit Rippen aus Zement und Ton sowie Gewölbefeldern aus Tuffstein ersetzt. Nach der Renovierung unter Leins gab es in der Folgezeit kleinere Veränderungen am Bauwerk: So wurde von 1932 bis 1934 der Außenbau erneuert. Von 1955 bis 1960 wurde unter Architekt Heinrich Otto Vogel (örtliche Bauleitung: der Tübinger Architekt Artur Achstetter) der Chor restauriert und zwischen 1962 und 1964 das Langhaus renoviert, wobei die heutige Orgelempore eingebaut sowie die Seitenemporen erneuert wurden.

## Architektur
Die in etwa geostete Stiftskirche ist eine dreischiffige, spätgotische Staffelhalle mit eingezogenem Fünfachtelschluss und einem Westturm. Sie steht nördlich des Neckars auf einem Bergsattel zwischen Österberg und Spitzberg und ist ein weithin sichtbares Wahrzeichen der Stadt.
Das Mittelschiff ist höher als die beiden Seitenschiffe, weist aber dieselbe Breite auf. Nach Westen wird es durch den Turm verkürzt, der innerhalb des rechteckigen Grundrisses seinen Platz gefunden hat. Das Mittelschiff wird von einem steilen Satteldach bedeckt, das auch die Seitenschiffe einbezieht. Als Fälldatum der Nadelholz- und Eichenstämme wurde der Winter 1473/1474 für den Chor und die Jahre 1487 bis 1489 für das Langhausdach dendrochronologisch nachgewiesen. Die Bauhölzer wurden im Schwarzwald geschlagen und über den Neckar geflößt, worauf die Floßaugen hinweisen. Die Dachstühle kombinieren zwei unterschiedliche Konstruktionstypen. Die Seitenschiffe sind seitlich am Turm fortgeführt und schließen mit der Westmauer des Turmes bündig ab. Das nördliche Seitenschiff hat abgeschrägte Ecken. Spitzbogenfenster belichten Langhaus und Chor, deren Außenmauern durch gestufte Strebepfeiler gegliedert sind. Im Inneren öffnen große spitzbogige Arkaden die Seitenschiffe zum Mittelschiff. Der Chor hat die Breite und sein Dachfirst die Höhe des Mittelschiffes. Im Südosten ist eine kleine Sakristei angebaut, deren Traufe den Chor nicht erreicht.

### Turm
Der Turm besteht aus einem viergeschossigen, massiv aufgemauerten Schaft auf quadratischem Grundriss und einem kleinen Turmaufbau. Im vierten Geschoss, dem Glockengeschoss, sind in die steinernen Dreiecksgiebel je zwei schmale, spitzbogige Schallöffnungen eingelassen, über denen die Zifferblätter der Turmuhr angebracht sind. Die Giebel vermitteln vom vierseitigen Turmschaft zur oktogonalen Spitze. Dort gewährt eine Galerie in 45 Metern Höhe einen weiten Blick ins Umland.
1932/33 wurde der marode Kirchturm unter Leitung des Landesamts für Denkmalpflege und des Architekten Rudolf Behr renoviert. Anstelle von größtenteils bereits heruntergebrochenen Fialen schuf der Bildhauer Fritz von Graevenitz die heute noch am Turm befindlichen vier Evangelistensymbole. Die dazu benötigten Muschelkalkblöcke mit einer Länge von jeweils 2,80 Metern wurden im Steinwerk von Schön & Hippelein in Satteldorf gebrochen und roh zubereitet. Fertiggestellt wurden die Skulpturen von Graevenitz erst, nachdem sie mittels Flaschenzügen an ihre vorgesehenen Stellen auf den Turm hinaufgezogen und eingesetzt worden waren. Der Turm ist zu den Öffnungszeiten für Besucher begehbar, über Wendeltreppen und den Dachraum erreicht man den Umgang mit weitem Rundblick über die Altstadt.

## Innenraum

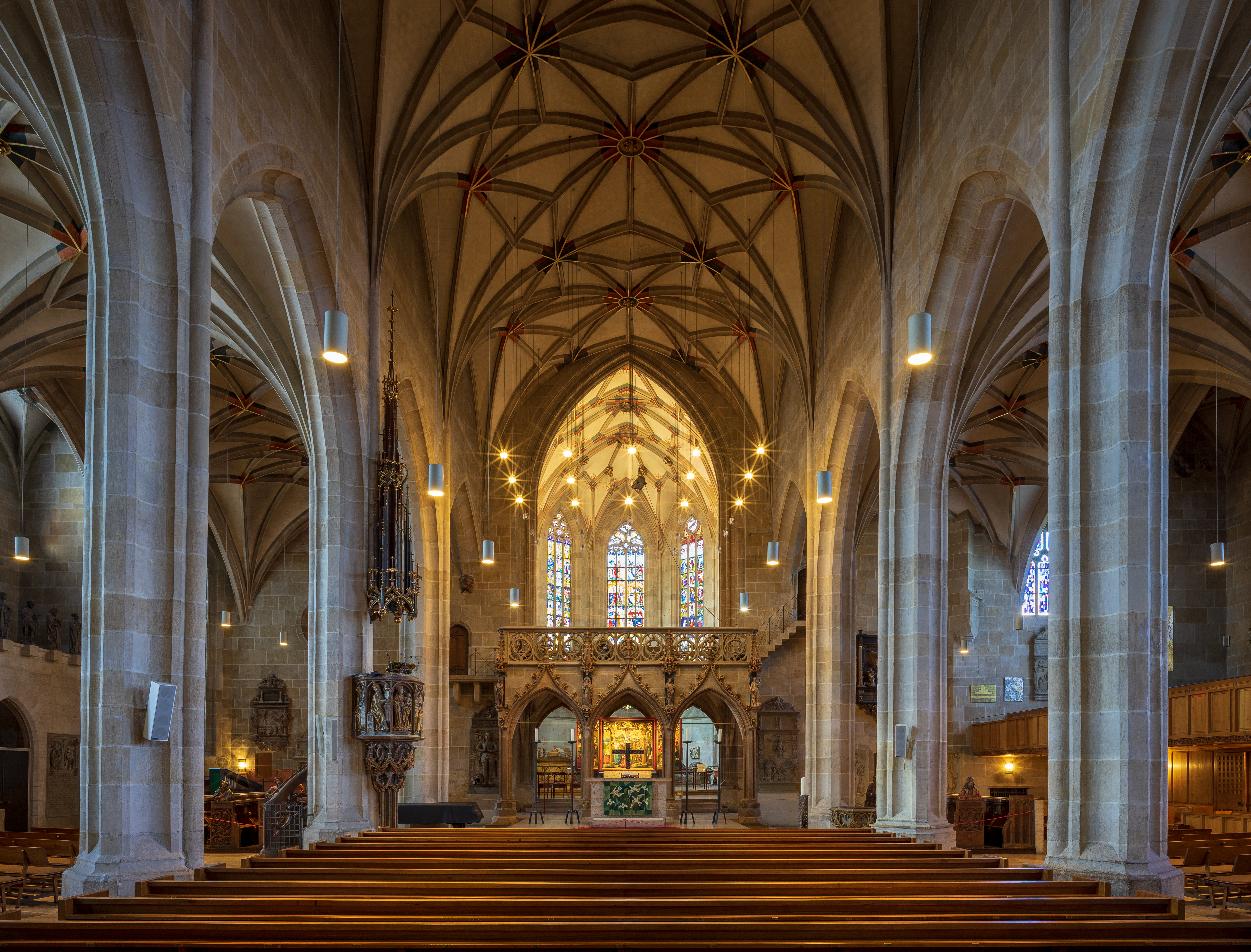
Innenraum

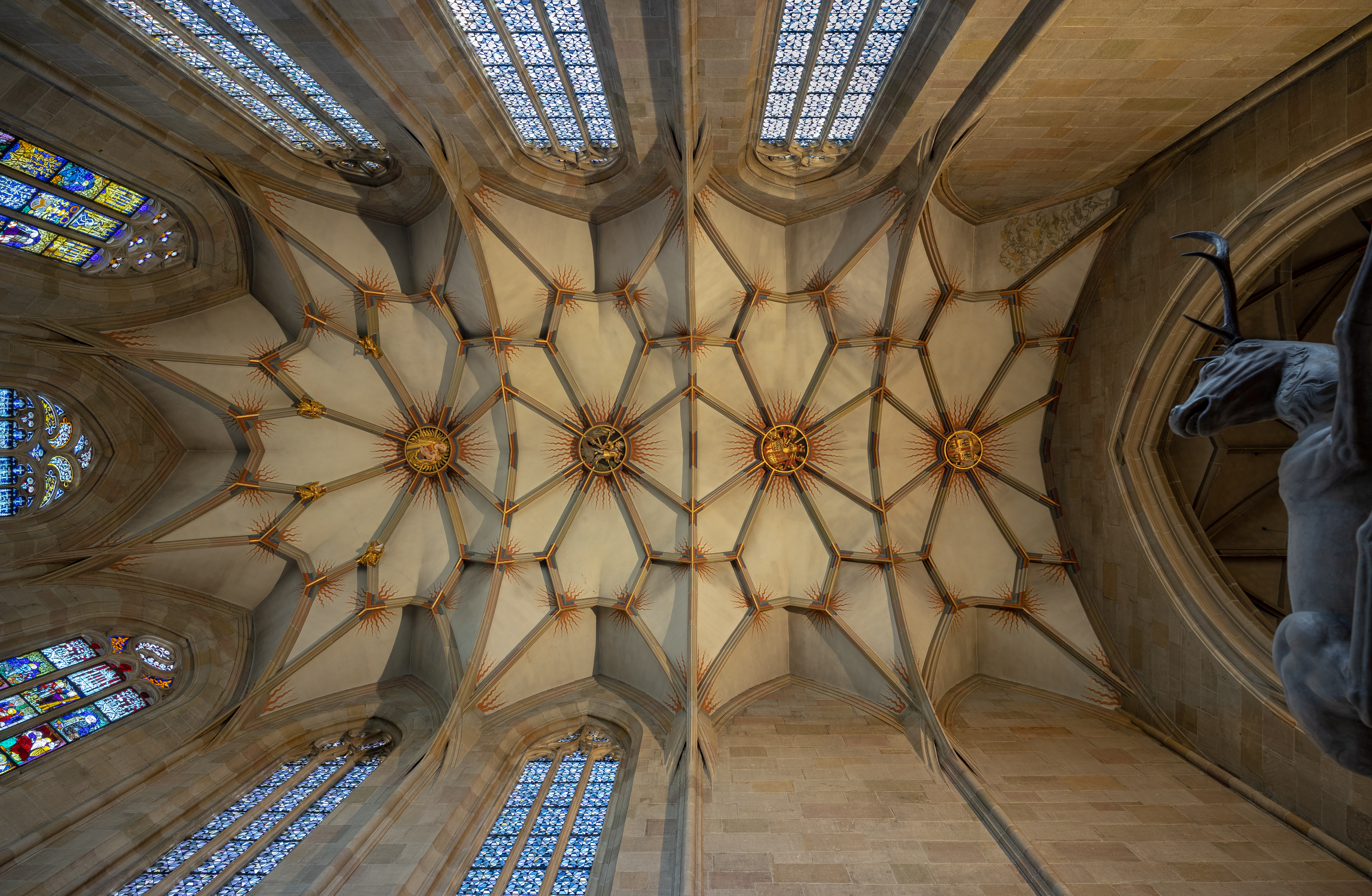
Das Gewölbe des Chorraums

Der Chorraum der Kirche, der als erster Bauabschnitt errichtet wurde, diente zunächst als Chorherrnkirche oder Priesterkirche und enthielt einen Hochaltar, der im Bildersturm 1536 vernichtet wurde. Das ehemalige Chorgestühl des Chorraumes ist heute im Kirchenschiff aufgestellt.
Das Altarbild des Klappaltars von 1520 ist ein Werk des Dürer-Schülers Hans Schäufelin, der in Nördlingen als Stadtmaler tätig war. Der Altar zeigt im Mittelbild die Kreuzigung Christi, auf den Flügelinnenseiten kann man die Kreuztragung und die Beweinung erkennen. Die Außenseiten des Altaraufsatzes stellen Christus am Ölberg dar. 1960 wurde der Altar restauriert.
Der Innenraum der Kirche wurde in den Jahren 1962 bis 1965 grundlegend renoviert. Dies wurde notwendig, nachdem an der Fassade und im Kirchenschiff Risse sichtbar geworden waren. Zurückzuführen war die Setzungsbewegung der Kirche auf einen vom Holzmarkt aus unter der südwestlichen Fassade der Kirche entlanglaufenden und dann in die Münzgasse abbiegenden Luftschutzkeller aus dem Zweiten Weltkrieg. Gedacht für die Polizei- und Gestapodienststelle im Gebäude Münzgasse 13 und die Bürger der Innenstadt, wurde der Bau des Luftschutzkellers von Zwangsarbeitern geleistet. Nach dem Krieg geriet der Bunker in Vergessenheit und kam erst mit den Schäden an der Stiftskirche wieder ins Bewusstsein. Nachdem der Bunker großteils mit Beton verfüllt worden war, stabilisierte sich auch die Bewegung der Stiftskirche.

### Grablege

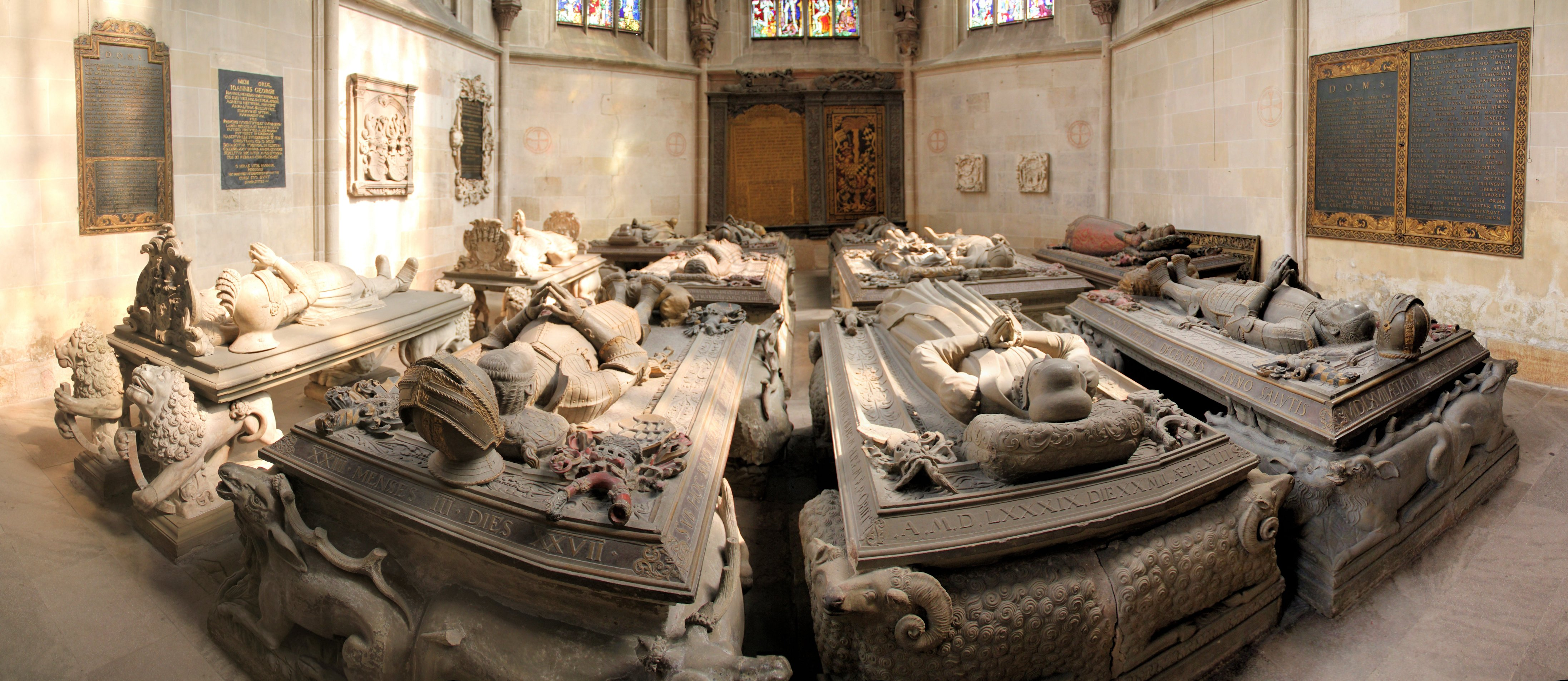
Grablege im Chor der Stiftskirche

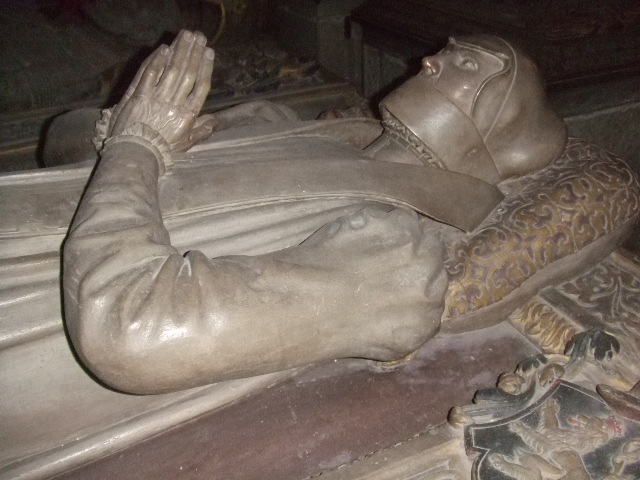
Grab im Chorraum. Anna Maria von Brandenburg-Ansbach mit Mullbinde als Zeichen ihres Witwenstandes, Gattin des Herzogs Christoph von Württemberg

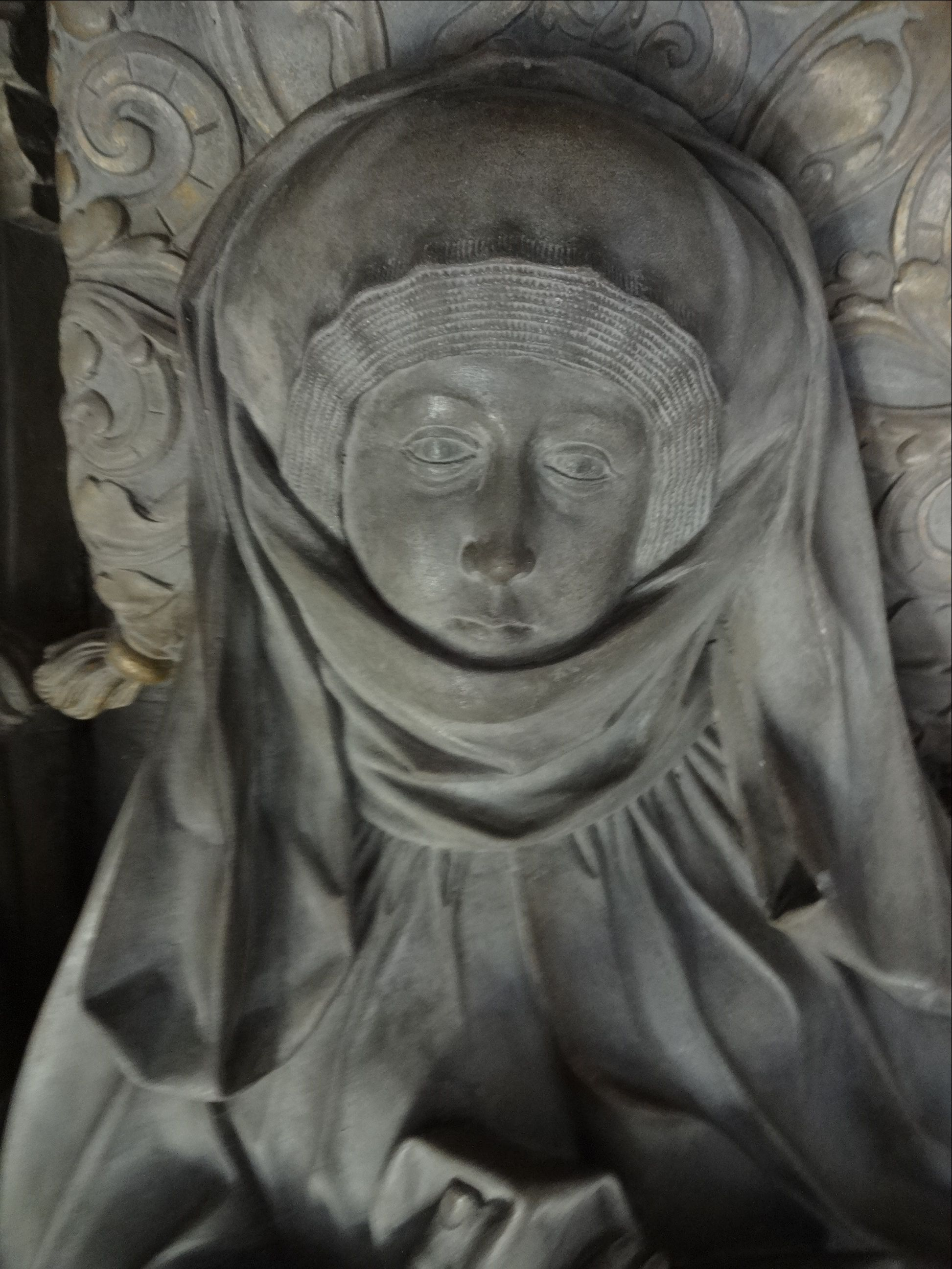
Grab im Chorraum. Mechthild von der Pfalz, in erster Ehe mit Grafen Ludwig I. von Württemberg, in zweiter Ehe mit Erzherzog Albrecht VI. von Österreich verheiratet. Mit einem für die damalige Zeit ungewöhnlich ausdrucksstark gestalteten Gesicht.

In der Grablege im Chorraum der Stiftskirche befinden sich die folgenden Gräber:
- Graf/Herzog Eberhard im Bart (zunächst im Stift St. Peter bestattet, um 1535 überführt)
- Herzog Ulrich
- Sabina von Bayern (Frau Herzog Ulrichs)
- Eva Christina von Mömpelgart (Nichte Herzog Ulrichs; Grabmal von Christoph Jelin)
- Graf Ludwig (Vater Eberhards)
- Mechthild von der Pfalz (Mutter Eberhards)
- Anna von Württemberg (Tochter Ulrichs)
- Rudolf von Braunschweig
- Herzog Christoph
- Anna Maria (Frau Herzog Christophs)
- Eberhard (1. Sohn Herzog Christophs)
- Johann Georg (1594–1613), Sohn von Herzog Johann von Schleswig-Holstein-Sonderburg und Student am Collegium illustre
- Herzog Ludwig (zweiter Sohn Christophs; Grabmal von Christoph Jelin)
- Ursula (Frau Herzog Ludwigs)
- Graf Wilhelm Ernst von Waldeck-Wildungen
- Dorothea Ursula von Baden-Durlach (1559–1583) (erste Ehefrau von Herzog Ludwig)

### Epitaphe
An den Wänden der Seitenschiffe und der Vorhalle hängen unter anderem folgende Epitaphe:
- Agnes Stöfflerin († 1530), Gattin von Johannes Kingsattler, genannt King
- Fritz Jakob von Anwyl († 1540), ab 1536 Obervogt in Tübingen, war der zweite Sohn von Ritter Fritz Jakob von Anwyl († um 1535).[14]
- Erbschenk Heinrich von Ostheim († 1560), Burgvogt von Tübingen
- Wilhelm von Janowitz, auch Böhmer genannt (1489–1562), Baumeister und Burgvogt von Hohenasperg
- Hans Truchsess von Höfingen († 1576), württembergischer Rat und Obervogt von Tübingen
- Philipp Apian (1531–1589), Mathematiker, Arzt, Kartograph und Heraldiker, Professor an der Universität Ingolstadt und später an der Universität Tübingen, Kartograph Bayerns[15]
- Jakob Kotze (1590–1606), Student, der an den Pocken starb
- Fritz von der Schulenburg (1591–1613), Student in Tübingen
- Hans Joachim von Grünthal (1576–1639), württembergischer Rat, Oberhofmeister des Tübinger Collegium illustre und Obervogt in Tübingen
- Johann Conrad von Wernau († 1553), württembergischer Ritter und Student
- Thomas Lansius (1577–1657), Professor am Collegium Illustre und an der Universität Tübingen
- Wolfgang Adam Lauterbach (1618–1678), einer der bedeutendsten Juristen des usus modernus pandectarum Württembergs
- Dietrich Schnepf (1525–1586), württembergischer lutherischer Theologe und Kritiker der Hexenverfolgung
- Jacob Beurlin (1520–1561), württembergischer protestantischer Theologe und Reformator
- Hans Schickhardt (1512–1585), württembergischer Maler

### Ausstattung

#### Kanzel

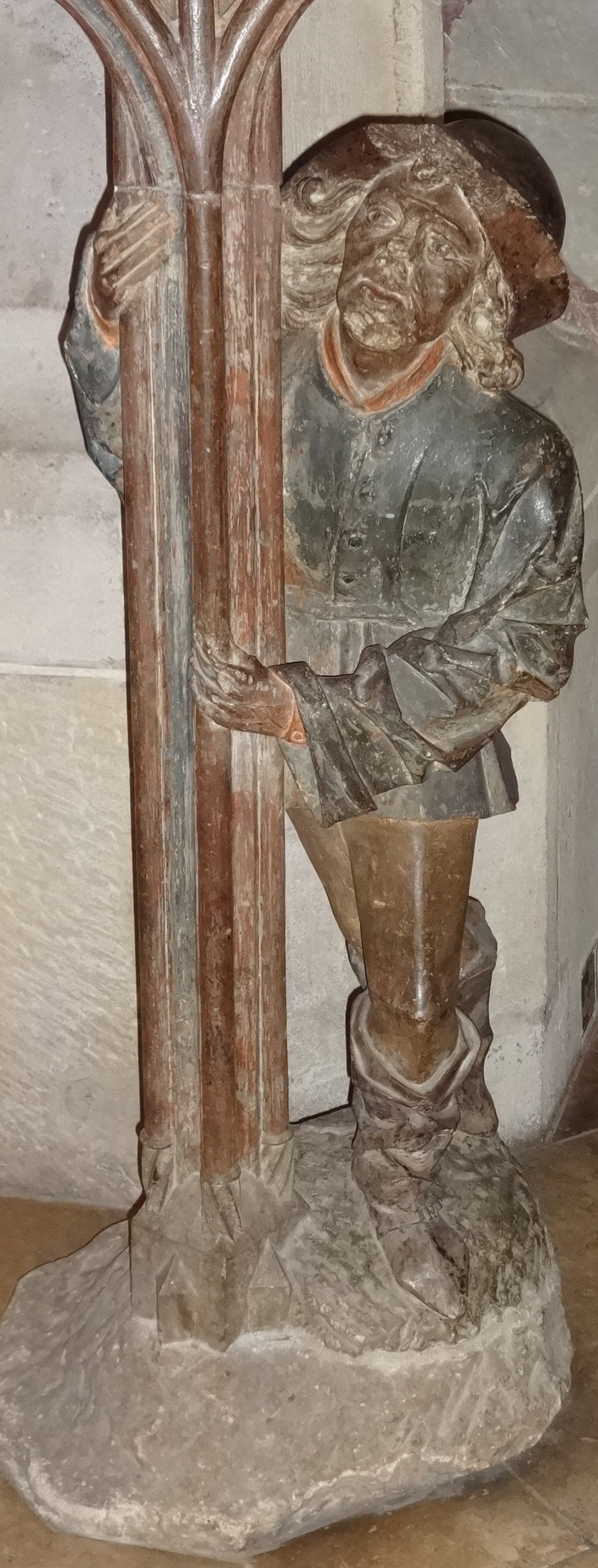
Figur unter der Treppe zur Kanzel

Die 1509 entstandene Stiftskirchenkanzel ist nicht nur wegen der vielen bedeutenden Prediger berühmt, die dort zu hören waren und sind, sondern auch als Kunstwerk. Auf dem Korb sind die lateinischen Kirchenväter Gregor der Große, Hieronymus, Augustinus von Hippo und Ambrosius von Mailand abgebildet, denen jeweils ein Evangelistensymbol beigegeben ist. In der Figur unter der Treppe, dem Tübinger Kanzelmännchen, dürfte sich der Erbauer der hölzernen Kanzel, Jörg Adler, ein Denkmal gesetzt haben. Im Jahr 1964 wurde die Kanzel um ein Joch nach Osten versetzt, sodass sie sich heute nicht mehr am ursprünglichen Platz befindet.

#### Chorgestühl

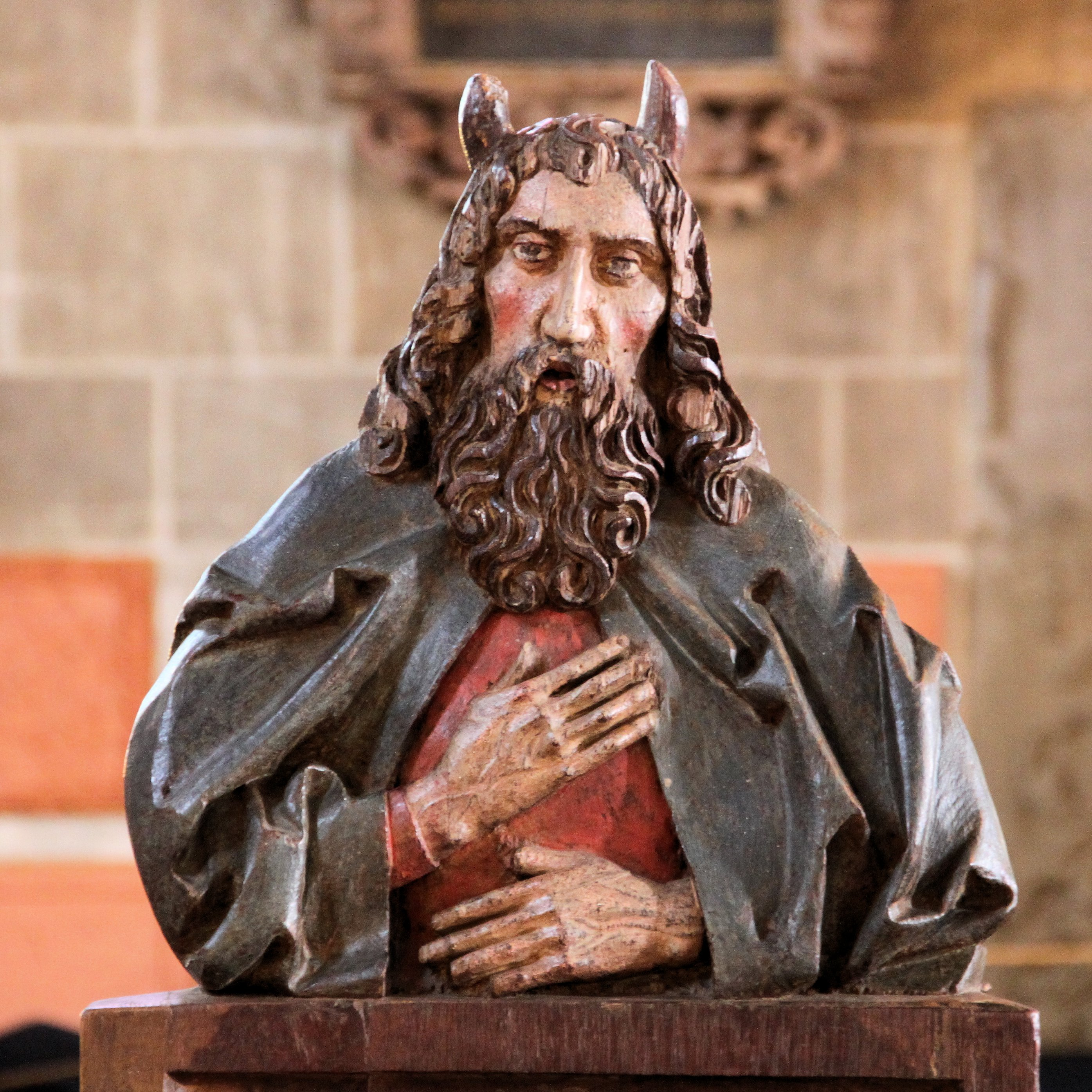
Figur des Mose am Chorgestühl

Das 1491 geschnitzte Chorgestühl gehörte ursprünglich zur Erstausstattung des Chorraums. Dort wurde die Universität gegründet. Heute steht es im Kirchenschiff rechts und links vom Altarbereich. Vier geschnitzte Figurenpaare zeigen Aaron und Mose, König David und Christus, die Apostel Paulus und Jakobus, einen Adligen und einen Handwerker.

#### Lettner
Wie in vielen gotischen Kirchen bildete der Lettner einst die Schranke zwischen dem der Geistlichkeit vorbehaltenen Chorraum und dem Kirchenschiff der Laien, denen von dort die Lesungen („Lettner“ = „Lektorium“) vorgetragen wurden. Diese Trennung wurde mit der Reformation aufgehoben. Anders als in den meisten anderen Kirche des neuen Glaubens, wo die Chorschranken fielen und Lettner entfernt wurden, blieb der 1490 von Daniel Schürer erbaute Lettner in Tübingen erhalten.
Dass es so kam, ist einer Idee Herzog Ulrichs zu verdanken, der 1534 in Württemberg die Reformation einführte. Er bestimmte den Chorraum zur Grablege des württembergischen Fürstenhauses. So wurden Gottesdienste fortan nur noch im Schiff gefeiert und der Lettner konnte stehen bleiben. 1866 wurde die Brüstung des Lettners unter Christian Friedrich von Leins erneuert, 1962 bis 1964 wurde sie bei einer Innenrestaurierung farbig gefasst.

#### Glasmalerei
Die Glasmalereien der Kirchenfenster im Chor stammen von 1475 (insgesamt 114 Scheiben) und sind aus der Werkstattgemeinschaft um Peter Hemmel von Andlau, die auch Kirchenfenster in Ulm, Augsburg, Nürnberg, München und Straßburg gestaltete. Im Hauptfenster ist neben dem Stifter Graf Eberhard und dem Schutzpatron der Kirche St. Georg die Marienlegende in neun Geschichten à vier Scheiben zu sehen. Das Nordostfenster bietet eine Mischung aus erhaltenen Stifter- und Professorenscheiben und die Geschichte von Martins Mantelteilung; im Südostfenster gibt es eine Mischung aus erhaltenen Stifter-, AT-, Passions- und Gerichtsscheiben; weitere einzelne Scheiben sind in den Chorseitenfenstern zu sehen. Einzelne Scheiben und Fragmente befinden sich heute im Landesmuseum Württemberg in Stuttgart.
Glasmalerei des 20. Jahrh. im Chor und in der Sakristei entwarf 1962 Wolf-Dieter Kohler, dazu zwei figürlich gestaltete Kapellenfenster (Vaterunser, Lobgesang der ganzen Schöpfung) und fünf ungegenständliche Chorfenster in einfachem Formschema.
Die Verglasung des Langhauses schuf zum Teil 1962 ebenfalls Wolf-Dieter Kohler (expressionistische Gestaltung der Engel-Prophezeiungen aus Offenbarung 8 in der südlichen Vorhalle oder Breuning-Kapelle), vor allem aber 1964 Hans Gottfried von Stockhausen: Fenster über dem Südportal (neun Scheiben Werke der Barmherzigkeit, sechs Scheiben Passion), über dem Marienportal (sechs Scheiben Leben Marias), in der Universitäts-Kapelle (Lebensbaum und Ströme lebendigen Wassers) und das Radfenster (Martyrium des Georg). Von diesen Glasgestaltungen setzte sich ebenfalls 1964 Emil Kiess in seinen neun lichtdurchlässigen und abstrakten Süd- und Nordfenstern bewusst ab: ohne pflanzliche und figurale Motive.

#### Sonstige Ausstattung
Der Künstler Ulrich Henn gestaltete in dreifacher Weise in Bronze das Glaubensbekenntnis: 1964 das Brautportal (zum 1. Artikel) und das Altarkreuz („Kastenkreuz“ zum 2. Artikel: Christus der Herr in 10 Medaillons und einer Mandorla) und 2013 den Bronzeleuchter für die Oster- und Taufkerze (zum 3. Artikel).

#### Orgel

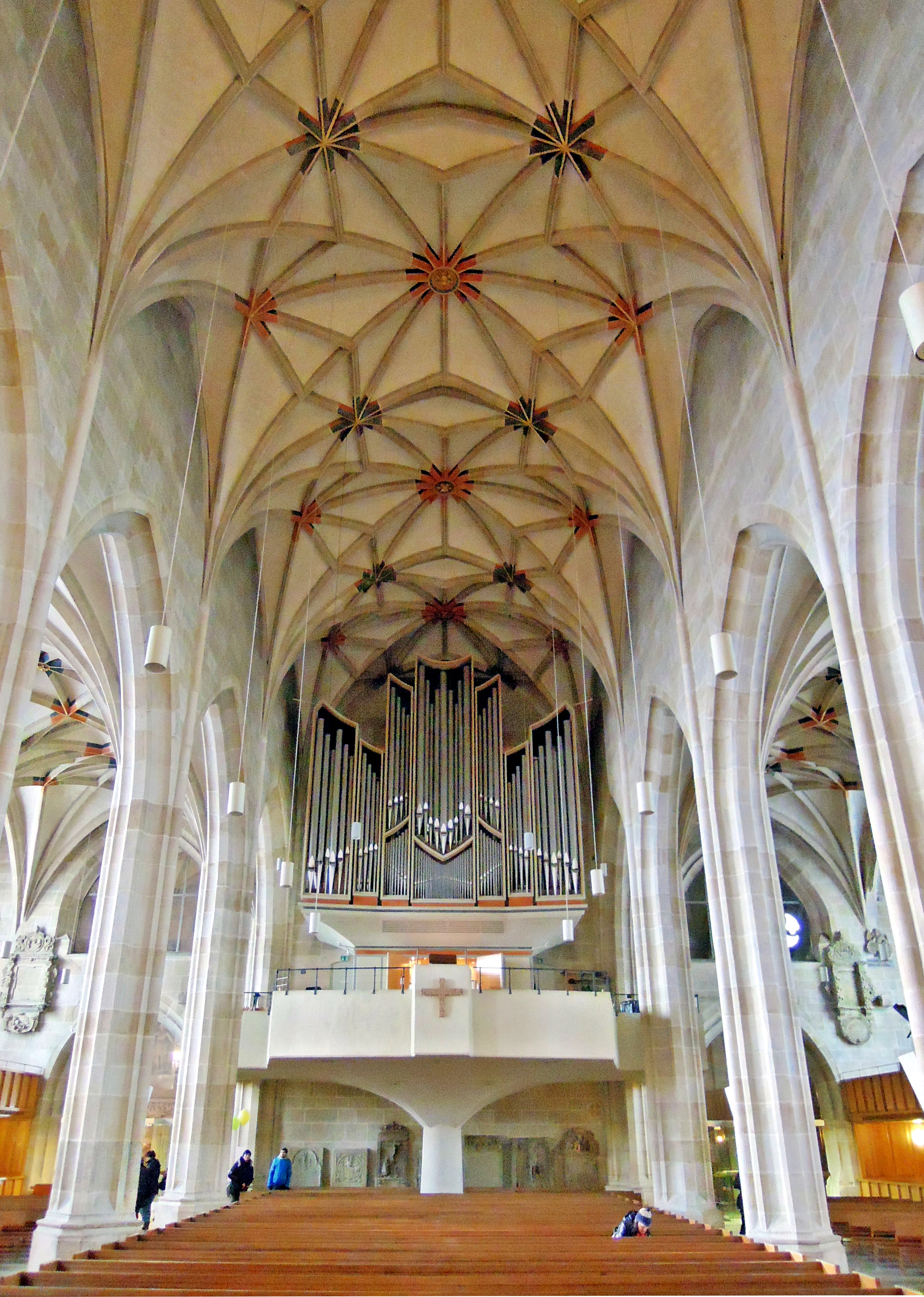
Prospekt der Weigle-Orgel

Die Orgel ist mit 63 Registern auf drei Manualen und Pedal das größte Musikinstrument Tübingens. Das Instrument wurde 1965 von Weigle (Echterdingen) gebaut und 2001 von Rensch (Lauffen am Neckar) renoviert und erweitert.
| I Hauptwerk C–g3 |                   |        |
| 01.              | Prästant          | 16′    |
| 02.              | Quintadena        | 16′    |
| 03.              | Prinzipal         | 08′    |
| 04.              | Spillpfeife       | 08′    |
| 05.              | Rohrgedackt       | 08′    |
| 06.              | Gambe             | 08′    |
| 07.              | Oktave            | 04′    |
| 08.              | Koppelflöte       | 04′    |
| 09.              | Quinte            | 02 ⁄3′ |
| 10.              | Oktave            | 02′    |
| 11.              | Flachflöte        | 02′    |
| 12.              | Mixtur V          | 02′    |
| 13.              | Klingend Scharf V | 01 ⁄3′ |
| 14.              | Cornett III–V     | 08′    |
| 15.              | Fagott            | 16′    |
| 16.              | Helltrompete      | 08′    |
| 17.              | Clarine           | 04′    |

| II Brustwerk C–g3 |                 |       |
| 18.               | Gedeckt         | 8′    |
| 19.               | Quintviola      | 8′    |
| 20.               | Kleinprästant   | 4′    |
| 21.               | Rohrflöte       | 4′    |
| 22.               | Gemshorn        | 4′    |
| 23.               | Sesquialter II  | 2 ⁄3′ |
| 24.               | Kleinoktave     | 2′    |
| 25.               | Nachthorn       | 2′    |
| 26.               | Gemsnasat       | 1 ⁄3′ |
| 27.               | Sifflet         | 1′    |
| 28.               | Scharfzimbel IV | 1′    |
| 29.               | Dulzian         | 8′    |
| 30.               | Schalmey        | 4′    |
|                   | Tremulant       |       |

| III Schwellwerk C–g3 |                      |         |
| 31.                  | Bourdon              | 16′     |
| 32.                  | Geigend Prinzipal    | 08′     |
| 33.                  | Hölzern Flöte        | 08′     |
| 34.                  | Salicional           | 08′     |
| 35.                  | Vox coelestis        | 08′     |
| 36.                  | Singend Oktave       | 04′     |
| 37.                  | Hohlflöte            | 04′     |
| 38.                  | Nasatquinte          | 02 ⁄3′  |
| 39.                  | Feldflöte            | 02′     |
| 40.                  | Blockterz            | 01 3⁄5′ |
| 41.                  | Septimflöte (ab c0)  | 01 ⁄7′  |
| 42.                  | Blockflöte           | 01′     |
| 43.                  | Nonenflöte (ab g0)   | 08⁄9′   |
| 44.                  | Grobmixtur VI        | 02′     |
| 45.                  | Basson               | 16′     |
| 46.                  | Trompette harmonique | 08′     |
| 47.                  | Hautbois             | 08′     |
| 48.                  | Clairon              | 04′     |
|                      | Tremulant            |         |

| Pedal C–f1 |                |         |
| 49.        | Untersatz      | 32′     |
| 50.        | Prinzipal      | 16′     |
| 51.        | Subbass        | 16′     |
| 52.        | Gedacktpommer  | 16′     |
| 53.        | Octavbass      | 08′     |
| 54.        | Spitzflöte     | 08′     |
| 55.        | Violon         | 08′     |
| 56.        | Theorbe III    | 05 1⁄3′ |
| 57.        | Dolkan         | 04′     |
| 58.        | Choralbass III | 02 ⁄3′  |
| 59.        | Dolkan         | 02′     |
| 60.        | Posaune        | 16′     |
| 61.        | Dunkeltrompete | 08′     |
| 62.        | Fagott         | 08′     |
| 63.        | Clairon        | 04′     |
|            | Tremulant      |         |

- Koppeln (wahlweise mechanisch oder elektrisch): II/I, III/I, III/II. I/P, II/P, III/P (elektrisch). Suboktavkoppeln (elektrisch): III/I, III/II. Superoktavkoppel (elektrisch): III/P.
- Spielhilfen: Setzeranlage mit 6.000 Kombinationen, Sequenzer vor- und rückwärts, Crescendowalze, zwei Schwelltritte für II. und III. Manual.
- Anmerkungen:

1. ↑  Schwellbar.
2. ↑  Im Prospekt.
3. 1 2 3 4 5  Kleinpedal.

## Glocken
Die Stiftskirche hat neun Glocken in der Disposition h° cis' d' e' fis' gis' und a' – die ältesten aus der mittelalterlichen Vorgängerkirche, die jüngsten von 1963. Sie unterscheiden sich nicht nur in Größe, Ton und Ornamenten, sondern haben auch ihre jeweils eigene, zum Teil bewegte Geschichte. Sieben Glocken hängen im Turm und zwei weitere unzugänglich außen in der Turmlaterne. Die zwei relativ kleinen Glocken in der Turmlaterne, von denen eine heute noch als Schlagglocke verwendet wird, sind ca. 700 Jahre alt. Im Jahr 1587 wurden an den vier Seiten der Stiftskirche Sonnenuhren angebracht, damit man sehen konnte, wie viel Uhr es war, und im Dezember 1587 wurde die Schlagglocke herausgerückt, damit man den Stundenschlag in der Stadt besser hören konnte.
Besonders bekannt sind die nach ihren Stiftern benannte Breuning-Glocke und die Kienlin-Glocke.
Die größte Glocke heißt Gloriosa, die Ruhmreiche, und wurde am 18. Juli 1963 bei der Glocken- und Kunstgießerei Gebrüder Rincker im hessischen Sinn gegossen. Der Ton der Gloriosa ist das h°. Ihre obere Inschrift lautet: „Der Heiligen Dreieinigkeit sei Lob und Preis in Ewigkeit.“ Der untere Glockenrand trägt eine zweizeilige Inschrift: „Zur Einweihung der Kirche nach dem Innenumbau von 1962-1963 / Stadt und Kirchengemeinde Tübingen.“ Sie wird nur selten benutzt: Der Tübinger hört sie praktisch nur an den Festtagen des Kirchenjahrs.
Die älteste noch geläutete Glocke der Stiftskirche heißt Dominica und ist im Jahr 2011 sechshundert Jahre alt geworden. Sie wurde am 1. September 1411 von den Meistern Adam und Bodemmer gegossen und ist mit 3300 kg die zweitschwerste nach der Gloriosa. Sie ist 1,33 Meter hoch und hat bis zu fünf Meter Umfang. Auf ihrer Schulter steht in lateinischer Sprache „O König des Ruhmes Christus komme mit Frieden“. Neben ihrem normalen Läuteeinsatz wurde sie zeitweise während der Promotionsfeiern an der Universität als „Doctorsglocke“ geläutet. Im Jahr 1932 wurde die Glocke durch Ausschleifen der inneren Glockenwandung von d' auf cis' umgestimmt. Fachleute halten dies für einen unverzeihlichen Frevel. Man wollte eigentlich 1932 ein neues Geläut einstimmen, doch waren die Umstimmungen der insgesamt drei Glocken so teuer, dass das Geld für die erforderlichen zwei zusätzlichen Glocken fehlte.
Die Taufglocke stammt aus dem Jahre 1963. Sie trägt die Inschrift: „Wer da glaubt und getauft wird, der wird selig werden.“ Um ihre Vorgängerin gab es im Januar 1720 einen Streit, nachdem der Stuttgarter Glockengießer Christian Reihlente mit zweifelhaftem Erfolg versucht hatte, einen Riss zu reparieren. Der Glockengießer meinte, die Glocke sei in Ordnung und ihr Klang sei erst moniert worden, als er um sein Geld gebeten habe. Noch im Jahr 1891 wurde der Ton der Glocke in der Tübinger Chronik aber als „merkwürdig“ bezeichnet. Am Kranz erklinge ein deutliches „b“, weiter oben statt der erwarteten Oberterz die kleine Unterterz „g“ und ganz oben der schwache Nebenton „es“.
| Nr. | Name             | Gussjahr | Gießer            | Masse (kg) | Nominal (16tel) |
| --- | ---------------- | -------- | ----------------- | ---------- | --------------- |
| 1   | Gloriosa         | 1963     | Rincker           | 3661       | h0              |
| 2   | Dominika         | 1411     | Adam und Bodemmer | 3300       | cis1            |
| 3   | Breunings-Glocke | 1469     | Eger              | 2100       | d1              |
| 4   | Betglocke        | 1448     | Eger              | 1150       | e1              |
| 5   | Gedächtnisglocke | 1954     | Kurtz             | 979        | fis1            |
| 6   | Kienlin-Glocke   | 1662     | Rosier            | 550        | gis1            |
| 7   | Taufglocke       | 1963     | Rincker           | 433        | a1              |
| 8   | Schlagglocke     | 2013     | Rincker           | 380        | h1              |
| 9   | Schlagglocke     | 2013     | Rincker           | 350        | cis2            |

Seit 2014 sind die Läuteglocken jeweils mit elektrischen Schlaghämmern ausgestattet und erklingen als Glockenspiel. Außerdem wurden zwei kleine Glocken im Turm aufgehängt, die die Tonleiter nach oben ergänzen. Die beiden neuen Schlagglocken zählen nicht zum Geläut. Die Idee eines Glockenspiels geht zurück auf den Stiftsmusikdirektor Hans-Peter Braun, der bereits zum Jahreswechsel 1999/2000 alle Glocken der Innenstadtkirchen zu seiner großen Glockenkomposition ‚Klangzeiten’ vereinigt hatte. Braun hat ein kleines Liederbuch verfasst, das die spielbaren Melodien des Gesangbuchs in den notwendigen Transpositionen enthält.

## Veranstaltungen
Seit vielen Jahrzehnten spielen am Sonntagmorgen etwa gegen 8.30 Uhr Bläser des Tübinger Posaunenchors vom Turm der Stiftskirche das Wochenlied und einen weiteren Choral nach allen vier Himmelsrichtungen, was in der ganzen Altstadt zu hören ist.
Die Motette wurde 1945 von Walter Kiefner als allwöchentliche musikalische Samstagsabend-Andacht nach dem Leipziger Vorbild begründet. Inzwischen hat sie mehr als 2500 Mal stattgefunden und überregionale Bekanntheit erlangt.
Für den Bachchor Tübingen ist die Kirche seit seiner Gründung 1947 als Kantatenchor durch Helmut Achenbach ein wichtiger Aufführungsort für Kantaten, Messen
und Oratorien.